# ونسا دی روید
ونسا منندز (نام خانوادگی: De Roide Toledo متولد ۱ اوت ۱۹۸۷، در کارولینای) که با نام ونسا دی روید نیز شناخته می‌شود یک مجری تلویزیونی پورتوریکویی، مدل و دارنده عنوان مسابقه زیبایی است.